# Savage
Savage je sedmi studijski album britanskog sastava Eurythmics.

## Popis pjesama
Sve pjesme napisali su Annie Lennox i David A. Stewart osim gdje je drukčije navedeno.
1. "Beethoven (I Love to Listen To)" - 4:48
2. "I've Got a Lover (Back in Japan)" - 4:25
3. "Do You Want to Break Up?" - 3:38
4. "You Have Placed a Chill in My Heart" - 3:50
5. "Shame" - 4:23
6. "Savage" - 4:10
7. "I Need a Man"  - 4:21
8. "Put the Blame on Me" - 3:44
9. "Heaven" - 3:28
10. "Wide Eyed Girl" - 3:29
11. "I Need You" - 3:22
12. "Brand New Day" - 3:42

Dodatne pjesme na izdanju iz 2005.
1. "Beethoven (I Love to Listen To)" (Extended Philharmonic verzija) - 4:31
2. "Shame" (Dance Mix) - 5:38
3. "I Need a Man" (Macho Mix) - 5:55
4. "I Need You" (uživo) - 3:26
5. "Come Together" (John Lennon, Paul McCartney) - 3:20